# أبو حفص الأردني
أبو حفص الأردني (1973 - 26 نوفمبر 2006) كان أميرا مجاهدا يقاتل في الشيشان. قُتل في داغستان في 26 نوفمبر 2006.

## حياته
معظم ما يُعرف عنه هو من خلال وسائل الإعلام الروسية. يُعتقد أن اسمه هو فريد يوسف عميرة أو فارس يوسف عميرات، ولد في الأردن وهو من مدينة الزرقاء، وشارك في الحرب السوفيتية الأفغانية والحرب الأهلية الطاجيكية. وصل إلى الشيشان عام 1995 حيث أقام هناك حتى وفاته. كما تزوج من امرأتين شيشانيتين.
عمل من قبل تحت إمرة السعودي سامر صالح عبد الله السويلم المعروف باسم خطاب، الذي قتل بالسم منتصف مايو عام 2002، ثم عمل مساعدا للقائد أبو الوليد الغامدي.

## في الشيشان
ألتحق في صفوف المجاهدين في الشيشان سنة 1995م لنصرة إخوانه المسلمين هناك، وعمل تحت إمرة المقاتل السعودي سامر صالح عبد الله السويلم المعروف باسم خطاب ،وبعد مقتل خطاب بالسم في أيار/مايو 2002، عمل مساعدا للقائد أبو الوليد الغامدي.
يقول عنه من يعرفه أن هاجسه كان خلال فترة القتال في الشيشان تخوف من الموت بالسم وليس في ارض المعركة، لدرجة أن أبو حفص أحضر معه طباخا خاصا ليطهو له الطعام قبل زواجه من سيدة شيشانية، تم تنصيب أبو حفص قائدا للمجاهدين الأنصار في الشيشان في نسيان/أبريل 2004.
قبل تقلده هذا المنصب كان عضوا في مجلس الشورى العسكري وقائد المجاهدين الأنصار في الشيشان كما كان نائبا لأبو الوليد، كما شارك مع خطاب في عدد من العمليات الكبرى، كما تجمعه علاقة حميمة بالقائد الشيشاني شامل باساييف ، الذي حضر وبارك حفل تتويجه قائداً للمجاهدين الأنصار في الشيشان، بعد إعلان مقتل عبد العزيز الذي يعرف باسم أبو الوليد الغامدي.

## في داغستان
خلال الحرب الروسية الشيشانية الثانية انتقل أبو حفص إلى دولة مجاورة للشيشان حيث أشرف على معسكرات تدريب للمقاتلين الشيشان.
وتظهر المعلومات التي نشرت عنه انه توجه داغستان قادما من الشيشان بهدف الإعداد لسلسلة هجمات جديدة ضد القوات الروسية.

## وفاته
في السادس من ذو القعدة الموافق لـ26 نوفمبر ، دارت معركة بين المسلحين وقوات الأمن الفيدرالية الروسية بمدينة خاسافيورت بجمهورية داغستان المتاخمة للشيشان ، ونتج عنها مقتل القائد أبو حفص الأردني مع عدد من أعوانه.
يقول ميخائيل ميركولوف نائب رئيس المخابرات الروسية في داغستان أن القوات الخاصة بمنزل في خاسافيورت في غرب داغستان في غارة شنت في الساعات الأولى من صباح 26 تشرين الثاني/نوفمبر 2006 وقتلت ثلاثة مسلحين في تبادل أولي لإطلاق النيران، وعرضت «على الآخرين فرصة تسليم أنفسهما. وبعد تلقي ردا سلبيا اقتحم جنود المخابرات المنزل وقتلوا بالرصاص مسلحين آخرين أحدهما إرهابي أجنبي يدعى أبا حفص». ونشرت الخبر عدة من وكالات الأنباء منها (سي إن إن).

## وصلات خارجية
- خبر الوفاة
- موقع قفقاز سنتر
- كلمة لأبي حفص الأردني بمناسبة شهر رمضان 1426 هـ على يوتيوب
- كلمة من أبو حفص للشعب التركي على يوتيوب
- أبوحفص الأردنى يؤم المجاهدين الشيشان في الغابات على يوتيوب